# 弗兰克·塞奇曼
弗兰克·塞奇曼（英語：Frank Sedgman，1927年10月29日—），澳大利亚男子网球运动员。他曾获得澳大利亚网球公开赛男子单打冠军、男子双打冠军、混合双打冠军、法国网球公开赛男子双打冠军、混合双打冠军、温布尔登网球锦标赛男子单打冠军、男子双打冠军、混合双打冠军、美国网球公开赛男子单打冠军、男子双打冠军、混合双打冠军。